# 효부성씨비
효부성씨비는 대한민국 충청남도 공주시 신기동에 있다. 1997년 6월 5일 공주시의 향토문화유적 제9호로 지정되었다.
　